# Таксі (фільм, 1998)
«Таксі́» (фр. Taxi) — комедійний фільм 1998 року французького режисера Жерара Піреса, знятий за сценарієм Люка Бессона.
Пізніше вийшли чотири сиквели: Таксі 2 (2000), Таксі 3 (2003), Таксі 4 (2007) і Таксі 5 (2018), а також один римейк Таксі (2004).

## Сюжет
Події фільму відбуваються у Марселі. Запеклий автогонщик Даніель Моралес (Самі Насері) працює кур'єром у піцерії, але згодом міняє роботу і стає таксистом.
Він модифікує свій Peugeot 406 таким чином, що автомобіль їздить швидше ніж будь-який інший. У зв'язку з цим йому не до душі поліцейські, які стежать за перевищенням швидкості на дорогах. Доля зводить його з Емільєном — інспектором-невдахою; він з восьмої спроби не здає іспит на права і розказує всім, що працює в IBM. Даніель підвозить Емільєна, переодягненого в цивільний одяг, перевищуючи при цьому швидкість і порушуючи інші правила дорожнього руху. Після цього перед Даніелем повстає вибір — або він працює місяць на поліцію, або йому забороняють водіння автомобіля. Даніель погоджується попрацювати на поліцію.
Даніель і Емільєн намагаються зловити банду німців на двох автомобілях Mercedes-Benz W124 (Mercedes-Benz E36AMG — модель 500E з п'ятилітровим двигуном V8, 1992 року випуску), які з легкістю грабують банки. Зрештою, завдяки винахідливості Даніеля, їм це вдається.

## У головних ролях
- Самі Насері — Данієль Моралес
- Фредерік Діфенталь — Емільєн
- Бернар Фарсі — комісар Жибер
- Маріон Котіяр — Лілі
- Едуар Монтут — Алан
- Емма Сьоберг — Петра
- Мануела Ґурарі — мати Емільєна
- Ріхард Заммель — німець

## Саундтрек
1. Maudits soient les yeux fermés - Chiens de Paille
2. Scooter Akhenaton[en]
3. Dini - Assia
4. L'amour du risque - Fonky Family
5. La charge
6. Give me your love - Deni Hines
7. Le dernier coup - Freeman & K-Rhyme Le Roi
8. Ne rien faire - Karl
9. Marseille la nuit - IAM
10. Taxi - Mafia Underground
11. Dernière banque
12. Vie infecte - Carré Rouge
13. Tu me plais - K-Reen & Def Bond
14. Thème de Lily III
15. Lyrix files - Akhenaton
16. What makes you a man - Deni Hines

## Цікаві факти
- Люк Бессон написав сценарій фільму за 30 днів;
- Автомобіль у фільмі Таксі — Peugeot 406;
- Фірма Peugeot випустила іграшкові машинки зменшені 1/43 під назвою «Таксі Даніеля»;
- Автошкола, де на початку фільму Емільєн здавав іспити, називається Ж. Пірес, як, власне, і сам режисер фільму;
- Знамените таксі насправді складалося з 6 таксі: перше — це нормальне таксі; друге — таксі-трансформер; третє — це машина, що дозволяла відзняти внутрішній вигляд машини; четверте — з штурвалом, що дозволило створити ілюзію польоту; п'яте— профільоване як болід; шосте — автомобіль для подорожей;
- На 16-тій хвилині фільму Даніель обганяє спортбайк Ducati 916, максимальна швидкість якого 265 км/год.

## Нагороди
Кінопремія Сезар 1999 року за найкращий монтаж (Веронік Ланж) та за найкращий звук (Венсан Тулі та Венсан Арнарді).